# Раффено-Делиль, Алир
Алир Раффено-Делиль (фр. Alire Raffeneau-Delile, 23 января 1778 — 5 июля 1850) — французский ботаник и миколог.

## Биография
Алир Раффено-Делиль родился 23 января 1778 года.
Он участвовал в Египетском походе Наполеона Бонапарта. В 1802 году Алир Раффено-Делиль был назначен французским вице-консулом в Уилмингтоне, Северная Каролина. В 1819 году Алир Раффено-Делиль был назначен преподавателем естествознания в Университете Монпелье (University of Montpellier). В 1832 году он получил звание директора ботанического сада в Монпелье.
Алир Раффено-Делиль умер в Монпелье 5 июля 1850 года.

## Научная деятельность
Во время Египетского похода Алир Раффено-Делиль описал Лотус и Папирус. Он специализировался на Мохообразных, папоротниковидных, семенных растениях и на микологии.

## Научные работы
- Sur les effets d’un poison de Java appelé l’upas tieuté, et sur les differentes espèces de strychnos (Париж, 1809).
- Mémoire sur quelques espèces de graminées propres à la Caroline du Nord (Версаль, 1815).
- Centurie des plantes de l’Amérique du Nord (Монпелье, 1820).
- Flore d'Égypte (5 vols., Париж, 1824).
- Centurie des plantes d’Afrique (Париж, 1827).
- De la culture de la patate douce, du crambe maritima et de l’oxalis crenata (Монпелье, 1836).